# Ngizim jezik
Ngizim jezik (ISO 639-3: ngi; ngezzim, ngizmawa), jezik naroda Ngizim koji se govori na području nigerijske države Yobe u LGA Damaturu, južno i istočno od grada Potiskum, koji je izvorno bio njihov grad, i najveći je u državi Yobe. Ngizim je jedan od sedam jezika koji se govore na tlu te države. 80,000 (1993).
Ngizim pripada užoj zapadnočadskoj skupini B.1. bade-ngizim, i podskupini pravih bade jezika, velika afrazijska porodica.

## Glasovi
40: p t c k kW d dj g gW b d* mb nd Ng NgW f s S hlF v z Z lF r[ r l w m n nj j i "e: a a: "o: u h b* dj*

## Vanjske poveznice
- Ethnologue (14th)
- Ethnologue (15th)